# Chojnowo (powiat moniecki)
Chojnowo – wieś w Polsce położona w województwie podlaskim, w powiecie monieckim, w gminie Trzcianne.
W latach 1954–1959 wieś należała i była siedzibą władz gromady Chojnowo, po jej zniesieniu w gromadzie Trzcianne. 
W latach 1975–1998 miejscowość należała administracyjnie do województwa łomżyńskiego.
Wierni kościoła rzymskokatolickiego należą do parafii św. Apostołów Piotra i Pawła w Trzciannem.

## Urodzeni, związani z Chojnowem
- Alojzy Szorc (1935-2010) – polski historyk, regionalista, ksiądz katolicki, pierwszy dziekan Wydziału Teologii Uniwersytetu Warmińsko-Mazurskiego.
- Longin Tołczyk - ksiądz katolicki, działacz polonijny, założyciel Centrum Polsko-Słowiańskiego w Greenpoint w Nowym Yorku[8].